# اوری بونیاتیان
آوری بونیاتیان (ارمنی: Օրի Բունիաթյան؛ انگلیسی: O. Buniatyan؛ زاده ۱۵ دسامبر ۱۸۹۵ – درگذشته ۲۸ فوریهٔ ۱۹۷۰) یک بازیگر اهل ارمنستان بود. وی بین سال‌های ۱۹۳۴ تا ۱۹۶۸ میلادی فعالیت می‌کرد.

## زندگی‌نامه
بونیاتیان در ۱۵ دسامبر ۱۸۹۵ در تفلیس به دنیا آمد. در فرهنگستان دولتی تئاتر سوندوکیان فعالیت می‌کرد. وی در ۲۸ فوریهٔ ۱۹۷۰ در سن ۷۴ سالگی در ایروان درگذشت.

## گزیده
از فیلم‌ها یا برنامه‌های تلویزیونی که وی در آن نقش داشته است می‌توان به آثار زیر اشاره کرد.
- دو شب (۱۹۳۲)
- کارو (۱۹۳۷)
- ماهی‌گیران سوان (۱۹۳۸)
- آناهیت ۱۹۴۷)

## جوایز
وی همچنین برنده عنوان هنرمند مردمی ارمنستان شوروی در سال ۱۹۵۰ و هنرمند شایسته ارمنستان شوروی شده است.

## یادداشت
1. ↑  Ջահուկ